# 中野北溟
中野 北溟（なかの ほくめい、1923年7月31日 - ）は、日本の書家。近代詩文を中心に活動をしている。本名文也（ぶんや）。

## 人物
毎日芸術賞受賞、毎日書道展大賞受賞、日展特選を2度受賞。毎日書道会最高顧問、創玄書道会名誉会長、全日本書道連盟顧問、日展審査員等を歴任。毎日書道展名誉会員、日展審査員会員でもある。三越本店にて個展開催2度。北海道羽幌町焼尻島出身。札幌在住。天彗社代表。
近代詩文の父と呼ばれる金子鷗亭（かねこおうてい）に師事し書の道を究める。東京進出の機会は何度もあったが生まれ故郷の北海道にこだわり生涯北海道で作家活動を続けている。学校卒業後、中学の教職員となり教頭・校長まで歴任するが周りの強い要請を受け定年前に退職し書の道へ入る。
近代詩文（調和体）を中心に作家活動を続ける。
自身の出身の北海道にこだわった作品が多く、北海道を代表する詩人の河邨文一郎や原子修の作品も多く書いていて詩人からも高い評価を受けている。また出身の焼尻島が海に囲まれていることから海に関する作品も多く、国内外から高い評価を受けている。
有名な題字の揮毫としては、さっぽろ芸術文化の館（旧北海道厚生年金会館）、登別温泉の「ホテルまほろば」や函館湯の川温泉「平成館」「しおさい亭」、日本清酒・千歳鶴の最高峰「吉翔」などがある。
2009年9月～10月北海道立近代美術館にて個展開催。同年今までの功績を評価され旭日小綬章を受章。
2023年に100歳を迎えたが引き続き書家として活動している。

## 主な経歴
- 1943年（昭和18年） - 北海道第三師範学校（現北海道教育大学旭川校）卒業
- 1961年（昭和36年） - 毎日書道展大賞受賞
- 1968年（昭和43年） - 第11回日展特選
- 1969年（昭和44年） - 北海道文化奨励賞受賞
- 1970年（昭和45年） - ジャパンアートフェスティバル出品（パリ）（国際芸術見本市）以降海外展20数次にわたる選抜出品
- 1971年（昭和46年） - 札幌市立明園中学校校長
- 1973年（昭和48年） - 北海道大学文学部講師、第1回現代書展出品以降毎回選抜出品
- 1974年（昭和49年） - 札幌市民芸術賞受賞
- 1979年（昭和54年） - 札幌市立札幌中学校校長依願退職
- 1985年（昭和60年） - 日展審査員
- 1987年（昭和62年） - 書壇巨匠小展選抜出品、札幌市教育文化財団評議員（1993-1999年同財団理事）
- 1988年（昭和63年） - 札幌芸術系大学設置期成会委員（ - 1991年）
- 1990年（平成2年） - 北海道新聞文化賞受賞
- 1991年（平成3年） - 藤女子大学教授、北海道功労賞推薦委員会委員（1996-1998年会長）
- 1994年（平成6年） - 北海道文化賞受賞
- 1996年（平成8年)  ‐書写検定北海道委員長（現在）
- 2000年（平成12年） - 現代書道二十人展選抜出品（朝日新聞社）

## 主な受賞歴
- 北海道新聞文化賞受賞
- 北海道文化賞受賞
- 藍綬褒章受章
- 毎日書道顕彰受賞
- 毎日芸術賞受賞
- 北海道功労賞受賞
- 地域文化功労文部大臣表彰
- 法務大臣表彰
- 文部大臣表彰
- 旭日小綬章
- 日展特選

## 所属歴（～現在）
- 天彗社　1967年　代表
- 公益社団法人創玄書道会　2012年　名誉会長
- 財団法人毎日書道会　2008年　最高顧問
- 社団法人・日展　1986年　会員
- 公益社団法人全日本書道連盟　2005年　顧問
- 北海道書道展　2009年　招待会員
- 日本詩文書作家協会　2008年　常任顧問
- 北海道書道連盟　2004年　顧問
- 北海道書道教育研究会　2011年　顧問

## 主なコレクション
- 大英図書館　（イギリス）
- ギネ美術館　（フランス）
- フィンランド大使館　（東京）
- 石川啄木記念館　（岩手）
- 中国大使館　（東京）
- 瀋陽故宮博物館　（中国）
- 中国美術館　（北京）
- 日本書道美術館　（東京）
- 北海道立函館美術館
- 札幌市役所
- 北海道大学
- 北海道立文学館
- 日本領事館　（カナダ・ドイツ）
- ヘルシンキ美術館　（フィンランド）
- 札幌芸術の森美術館
- 北海道立教育研究所
- 留萌市立図書館
- 留萌市海のふるさと館
- さっぽろ芸術文化の館
- 北海道教育大学札幌校
- 奈良市